# Melanoblossia braunsi
Espèce
Melanoblossia braunsi est une espèce de solifuges de la famille des Melanoblossiidae.

## Distribution
Cette espèce est endémique d'Afrique du Sud.

## Description
Le mâle holotype mesure 6,75 mm.

## Étymologie
Cette espèce est nommée en l'honneur d'Hans Heinrich Justus Carl Ernst Brauns (1857-1929).

## Publication originale
- Purcell, 1903 : Descriptions of new genera and species of South Africa. Annals of the South African Museum, vol. 3, no 1, p. 1-12 (texte intégral).